# Lỗ thở
Lỗ thở (tiếng Anh: spiracle, phiên âm IPA /ˈspɪrəkəl/ hoặc /ˈspaɪərəkəl/) là những lỗ trên bề mặt cơ thể của một số loài động vật, thông thường nối thông trực tiếp tới hệ hô hấp của con vật đó.

## Lỗ thở của động vật có xương sống

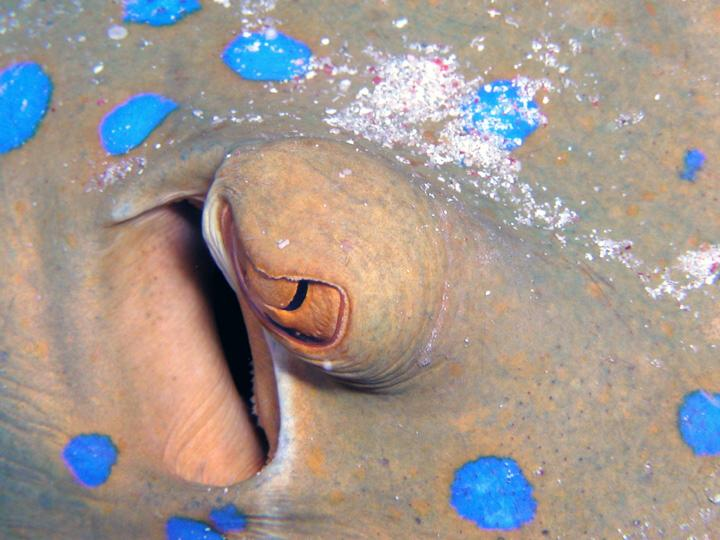
Loài cá đuối Taeniura lymma với lỗ thở nằm ngay sau mắt.

Lỗ thở xuất hiện trong một số loài cá, là hai lỗ nhỏ nằm ngay sau hai mắt của con vật. Trong các loài cá không hàm nguyên thủy, khe mang đầu tiên ngay sau miệng giống như các khe mang còn lại, tuy nhiên trong quá trình tiến hóa với sự xuất hiện của hàm trong các nhóm động vật tiến hóa cao hơn, khe mang này bị "kẹt" đường giữa ống mang ở phía trước nhất của cơ thể (nay đã trở thành hàm của con vật) và đường ống mang nằm kế sau nó (tiền thân của xương móng hàm của cá với chức năng nâng đỡ khớp bản lề của hàm và gắn kết hàm với hộp sọ). Khe mang trước này cuối cùng bị đóng kín từ phía dưới, và phần còn lại của nó là một cơ quan nhỏ dạng lỗ, chính là cơ quan "lỗ thở" của nhiều loài cá ngày nay. Lỗ thở này hiện diện trong tất cả các loài cá sụn ngoại trừ bộ Chimaeriformes, và trong một số loài cá xương nguyên thủy như (cá vây tay, cá tầm và cá nhiều vây). Lỗ thở có tác dụng bơm nước chứa ôxi vào mang trong trường hợp các loài cá sụn bơi chậm. Nó cũng hoạt động như là lỗ dạng tai trong phân lớp lưỡng cư đã tuyệt chủng Labyrinthodontia, và được cho là có liên hệ với lỗ tai của các loài động vật có màng ối và ếch.

## Lỗ thở của động vật Ngành Chân khớp

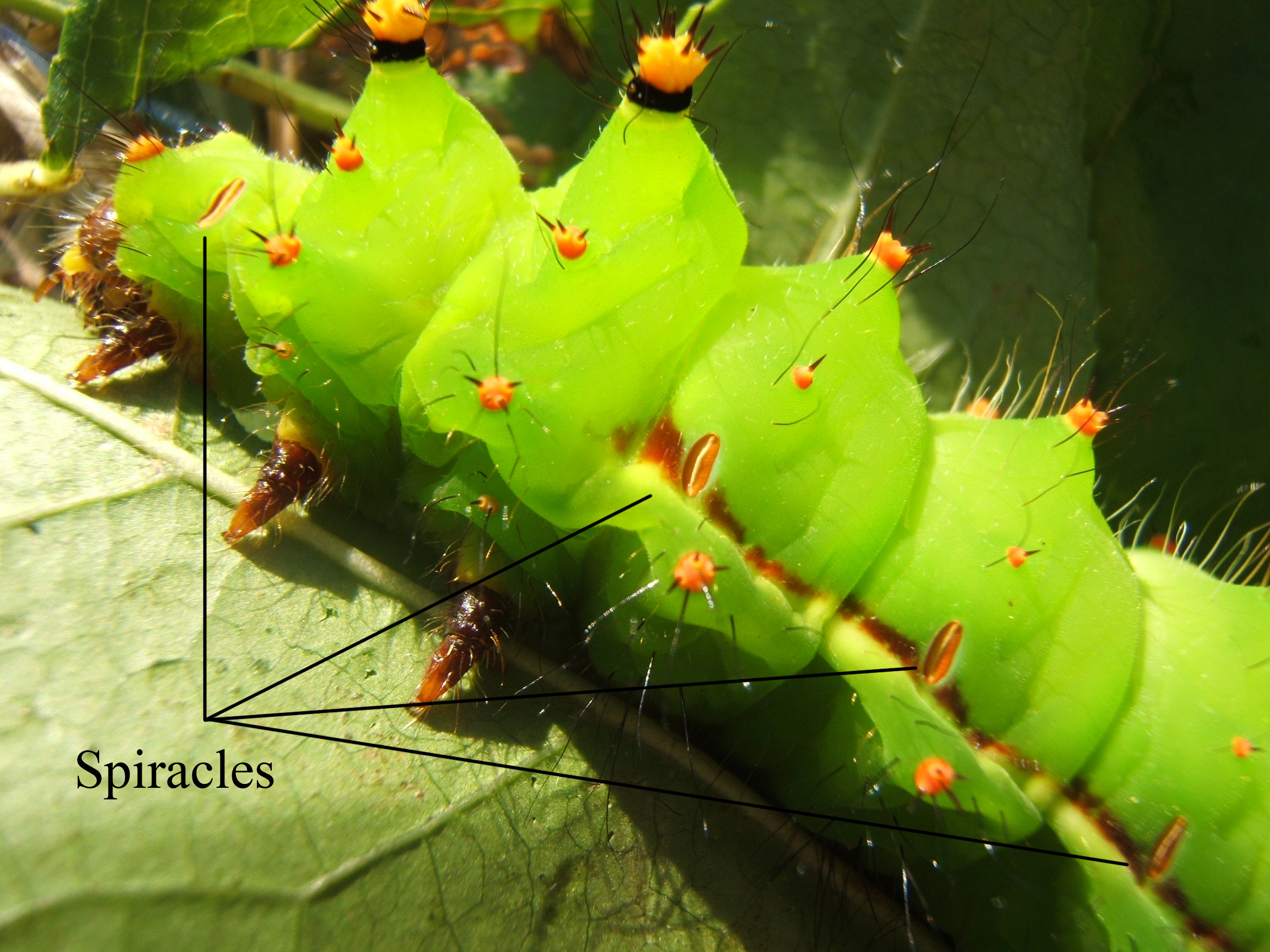
Sâu của loài ngài mặt trăng xanh lục Actias selene với các lỗ thở (spiracle) trên thân người.

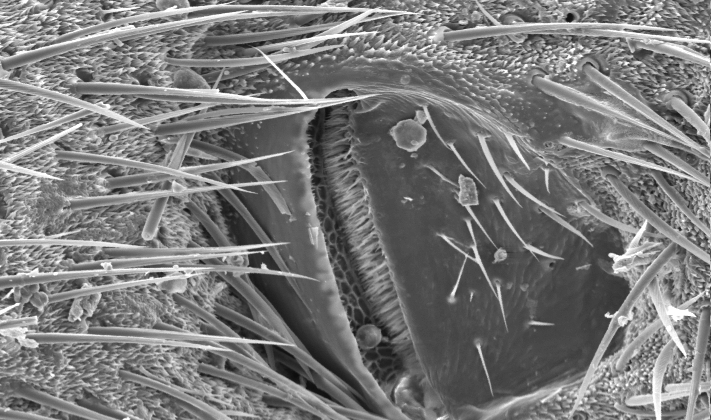
Hình chụp bằng kính hiển vi điện tử của lỗ thở của dế.

Côn trùng và một số loài nhện có các lỗ khí nằm trên bề mặt của bộ xương ngoài bao phủ chúng, nhờ đó giúp con vật có thể dẫn khí vào trong khí quản. Trong hệ hô hấp của côn trùng, các khí quản này cung cấp khí trực tiếp đến các mô của cơ thể. Lỗ thở của động vật chân khớp đóng mở nhờ vào các cơ xung quanh lỗ thở, khi cơ co thì lỗ thở đóng lại và cơ dãn thì lỗ mở ra. Sự co giãn của cơ được điều khiển bởi hệ thần kinh trung ương nhưng cũng có thể là kết quả của một phản ứng trước các kích thích cục bộ. Một số côn trùng sống dưới nước có thể có cơ chế đóng mở lỗ thở khác đi nhằm ngăn chặn nước tràn vào khí quản. Ngoài ra lỗ thở cũng có thể được bao phủ bởi nhiều lông nhằm hạn chế bớt dòng khí đi vào cơ thể gây mất nước.

## Hình ảnh

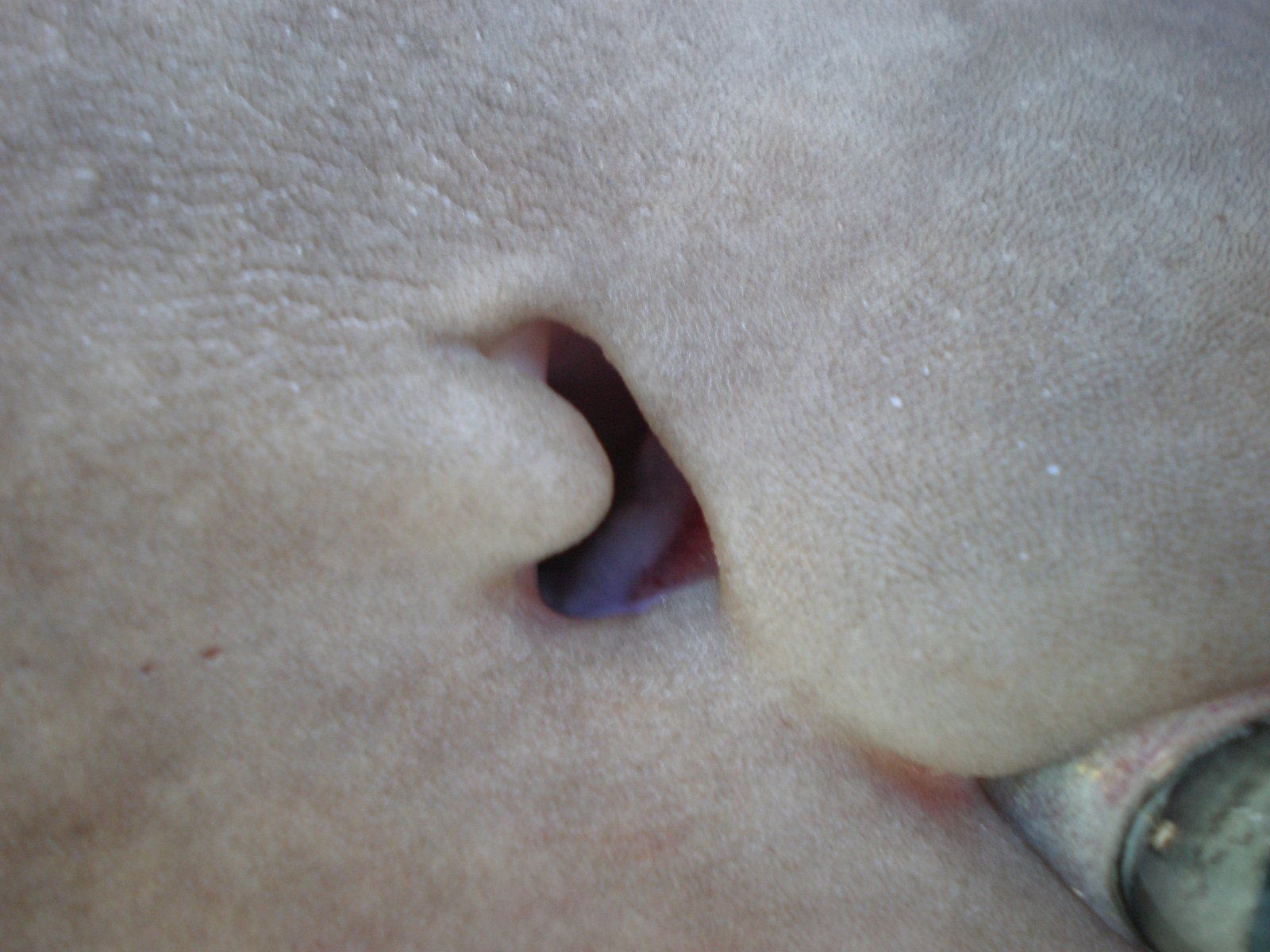